# Список населённых пунктов воинской доблести Московской области

Стела «Населённый пункт воинской доблести» в Звенигороде

В целях увековечения памяти российских воинов, отличившихся в сражениях, сыгравших значительную роль в истории Отечества, с 2015 года населённым пунктам Московской области присваивается почётное звание «Населённый пункт воинской доблести». Оно является высшей степенью признательности жителей Подмосковья и может быть присвоено городу (за исключением городов, имеющих звание «Город воинской славы»), рабочему или дачному посёлку, селу, деревне и иному населённому пункту, на территории которого или в непосредственной близости от которого в ожесточённых сражениях защитники Отечества проявили мужество, стойкость, героизм, ставшие символами для поколений российских граждан. В удостоенных почётного звания населённых пунктах устанавливается стела с изображением их герба (при наличии) и отдельными положениями закона Московской области, обосновывающими присвоение. В данном списке они представлены в порядке получения почётного звания.
| №  | Населённый пункт         | Городской округ | Дата присвоения | Документ                               |
| -- | ------------------------ | --------------- | --------------- | -------------------------------------- |
| 1  | город Истра              | Истра           | 01.05.2015      | Закон Московской области № 68/2015-ОЗ  |
| 2  | город Кашира             | Кашира          | 01.05.2015      | Закон Московской области № 69/2015-ОЗ  |
| 3  | город Солнечногорск      | Солнечногорск   | 01.05.2015      | Закон Московской области № 70/2015-ОЗ  |
| 4  | город Верея              | Наро-Фоминский  | 30.04.2016      | Закон Московской области № 31/2016-ОЗ  |
| 5  | посёлок Дорохово         | Рузский         | 30.04.2016      | Закон Московской области № 32/2016-ОЗ  |
| 6  | город Клин               | Клин            | 30.04.2016      | Закон Московской области № 33/2016-ОЗ  |
| 7  | село Молоди              | Чехов           | 30.04.2016      | Закон Московской области № 34/2016-ОЗ  |
| 8  | деревня Нефедьево        | Красногорск     | 30.04.2016      | Закон Московской области № 35/2016-ОЗ  |
| 9  | город Серпухов           | Серпухов        | 30.04.2016      | Закон Московской области № 36/2016-ОЗ  |
| 10 | город Звенигород         | Одинцовский     | 04.05.2017      | Закон Московской области № 64/2017-ОЗ  |
| 11 | посёлок Колюбакино       | Рузский         | 04.05.2017      | Закон Московской области № 65/2017-ОЗ  |
| 12 | деревня Ленино           | Истра           | 04.05.2017      | Закон Московской области № 66/2017-ОЗ  |
| 13 | деревня Леоново          | Чехов           | 04.05.2017      | Закон Московской области № 67/2017-ОЗ  |
| 14 | село Ярополец            | Волоколамский   | 04.05.2017      | Закон Московской области № 68/2017-ОЗ  |
| 15 | город Лобня              | Лобня           | 29.04.2018      | Закон Московской области № 52/2018-ОЗ  |
| 16 | деревня Степыгино        | Домодедово      | 29.04.2018      | Закон Московской области № 53/2018-ОЗ  |
| 17 | село Осташёво            | Волоколамский   | 01.05.2019      | Закон Московской области № 75/2019-ОЗ  |
| 18 | село Спасс               | Волоколамский   | 01.05.2019      | Закон Московской области № 76/2019-ОЗ  |
| 19 | село Каменское           | Наро-Фоминский  | 01.05.2019      | Закон Московской области № 77/2019-ОЗ  |
| 20 | село Середа              | Шаховская       | 01.05.2020      | Закон Московской области № 69/2020-ОЗ  |
| 21 | село Семёновское         | Можайский       | 01.05.2020      | Закон Московской области № 70/2020-ОЗ  |
| 22 | село Званово             | Лотошино        | 01.05.2020      | Закон Московской области № 71/2020-ОЗ  |
| 23 | рабочий посёлок Лотошино | Лотошино        | 01.05.2020      | Закон Московской области № 72/2020-ОЗ  |
| 24 | деревня Нелидово         | Волоколамский   | 01.05.2020      | Закон Московской области № 73/2020-ОЗ  |
| 25 | деревня Мокрое           | Можайский       | 01.05.2020      | Закон Московской области № 74/2020-ОЗ  |
| 26 | деревня Калицино         | Лотошино        | 01.05.2020      | Закон Московской области № 75/2020-ОЗ  |
| 27 | город Яхрома             | Дмитровский     | 01.05.2020      | Закон Московской области № 76/2020-ОЗ  |
| 28 | город Ногинск            | Богородский     | 30.04.2021      | Закон Московской области № 72/2021-ОЗ  |
| 29 | посёлок Зендиково        | Кашира          | 26.04.2022      | Закон Московской области № 54/2022-ОЗ  |
| 30 | город Кубинка            | Одинцовский     | 26.04.2022      | Закон Московской области № 55/2022-ОЗ  |
| 31 | город Подольск           | Подольск        | 26.04.2022      | Закон Московской области № 56/2022-ОЗ  |
| 32 | посёлок Тучково          | Рузский         | 28.04.2023      | Закон Московской области № 62/2023-ОЗ  |
| 33 | посёлок Шаховская        | Шаховская       | 28.04.2023      | Закон Московской области № 61/2023-ОЗ  |
| 34 | город Руза               | Рузский         | 20.06.2023      | Закон Московской области № 107/2023-ОЗ |
| 35 | деревня Таширово         | Наро-Фоминский  | 12.12.2024      | Закон Московской области № 245/2024-ОЗ |